# DFB-Pokal 1971/72
DFB-Pokalsieger 1972 wurde der FC Schalke 04. Die einzelnen Runden einschließlich der Begegnungen im Halbfinale wurden erstmals in Hin- und Rückspielen ausgespielt. Titelverteidiger FC Bayern München schied im Viertelfinale gegen den 1. FC Köln, Gegner im Finale des Vorjahres aus, wobei sie beim 1:5 im Rückspiel die bis dato höchste Niederlage im Pokal hinnehmen mussten.
Im Europapokal der Pokalsieger schied Schalke im Viertelfinale gegen Sparta Prag aus.

## 1. Hauptrunde
Die Gesamtergebnisse erfolgen aus Sicht der Heimmannschaft des Hinspieles.

Hinspiele am 4. Dezember 1971, Rückspiele am 15. Dezember 1971 (Mönchengladbach – Leverkusen und Oberhausen – St. Pauli am 14. Dezember 1971)
|                         | Gesamt          |                          | Hinspiel | Rückspiel |
| ----------------------- | --------------- | ------------------------ | -------- | --------- |
| FC St. Pauli            | 2:3             | Rot-Weiß Oberhausen      | 1:1      | 1:2       |
| Bayer 04 Leverkusen     | 2:7             | Borussia Mönchengladbach | 0:3      | 2:4       |
| SV Alsenborn            | 0:3             | Fortuna Düsseldorf       | 0:0      | 0:3       |
| SC Tasmania 1900 Berlin | 2:4             | VfL Bochum               | 2:2      | 0:2       |
| VfR Heilbronn           | 1:5             | VfB Stuttgart            | 1:1      | 0:4       |
| Kickers Offenbach       | 4:1             | Borussia Dortmund        | 1:1      | 3:0       |
| FC Schalke 04           | 5:1             | Hertha BSC               | 3:1      | [1] 0:3   |
| Freiburger FC           | 3:4             | Hamburger SV             | 1:2      | 2:2       |
| Essener FV 1912         | 1:14            | 1. FC Köln               | 1:9      | 0:5       |
| Wuppertaler SV          | 4:4 (3:5 i. E.) | 1. FC Kaiserslautern     | 2:1      | 2:3 n. V. |
| SC Fortuna Köln         | 2:7             | FC Bayern München        | 2:1      | 0:6       |
| Arminia Bielefeld       | 2:4             | MSV Duisburg             | 1:1      | 1:3       |
| SpVgg Bad Pyrmont       | 1:10            | Werder Bremen            | 1:4      | 0:6       |
| Borussia Neunkirchen    | 2:4             | Eintracht Braunschweig   | 2:4      | 0:0       |
| 1. FC Schweinfurt 05    | 2:6             | Eintracht Frankfurt      | 1:0      | 1:6       |
| Holstein Kiel           | 6:11            | Hannover 96              | 5:4      | 1:7       |

## Achtelfinale
Hinspiele am 12. Februar 1972, Rückspiele am 23. Februar 1972 (Eintracht Frankfurt – Borussia Mönchengladbach am 22. Februar 1972)
|                          | Gesamt |                      | Hinspiel | Rückspiel |
| ------------------------ | ------ | -------------------- | -------- | --------- |
| Borussia Mönchengladbach | 6:5    | Eintracht Frankfurt  | 4:2      | 2:3       |
| Hannover 96              | 4:2    | VfL Bochum           | 0:0      | 4:2       |
| Werder Bremen            | 4:3    | Hamburger SV         | 4:2      | 0:1       |
| Fortuna Düsseldorf       | 2:3    | FC Schalke 04        | 1:1      | 1:2       |
| VfB Stuttgart            | 5:6    | 1. FC Kaiserslautern | 4:3      | 1:3       |
| MSV Duisburg             | 2:3    | Rot-Weiß Oberhausen  | 2:2      | 0:1       |
| Kickers Offenbach        | 3:5    | 1. FC Köln           | 3:1      | 0:4       |
| Eintracht Braunschweig   | 1:3    | FC Bayern München    | 0:0      | 1:3 n. V. |

## Viertelfinale
Hinspiele am 1. April 1972, Rückspiele am 5. April 1972 (1. FC Köln – Bayern München am 12. April 1972)
|                          | Gesamt |                 | Hinspiel | Rückspiel |
| ------------------------ | ------ | --------------- | -------- | --------- |
| Borussia Mönchengladbach | 2:3    | FC Schalke 04   | 2:2      | 0:1       |
| Rot-Weiß Oberhausen      | 3:6    | 1. FC K'lautern | 3:1      | 0:5 n. V. |
| Hannover 96              | 1:4    | Werder Bremen   | 0:2      | 1:2       |
| FC Bayern München        | 4:5    | 1. FC Köln      | 3:0      | 1:5       |

## Halbfinale
Hinspiele am 30. Mai 1972, Rückspiele am 10. Juni 1972.
|                      | Gesamt          |               | Hinspiel | Rückspiel |
| -------------------- | --------------- | ------------- | -------- | --------- |
| 1. FC Kaiserslautern | 4:2             | Werder Bremen | 2:1      | 2:1       |
| 1. FC Köln           | 6:6 (5:6 i. E.) | FC Schalke 04 | 4:1      | 2:5 n. V. |

## Finale
| Paarung              | FC Schalke 04 – 1. FC Kaiserslautern |
| Ergebnis             | 5:0 (2:0) |
| Datum                | 1. Juli 1972 |
| Stadion              | Niedersachsenstadion, Hannover |
| Zuschauer            | 61.000 |
| Schiedsrichter       | Heinz Aldinger (Waiblingen) |
| Tore                 | 1:0 Helmut Kremers (13.) 2:0 Scheer (32.) 3:0 Lütkebohmert (57.) 4:0 Fischer (66.) 5:0 Helmut Kremers (82.) |
| FC Schalke 04        | Norbert Nigbur – Klaus Fichtel – Hartmut Huhse, Rolf Rüssmann, Helmut Kremers – Herbert Lütkebohmert, Heinz van Haaren, Klaus Scheer – Reinhard Libuda , Klaus Fischer, Erwin Kremers Cheftrainer: Ivica Horvat ( Jugoslawien) |
| 1. FC Kaiserslautern | Josef Elting – Dietmar Schwager – Günther Reinders, Ernst Diehl, Fritz Fuchs – Josef Pirrung, Jürgen Friedrich, Hermann Bitz, Idriz Hošić (55. Karl-Heinz Vogt) – Wolfgang Seel, Klaus Ackermann Cheftrainer: Dietrich Weise   |